# نقد الفلسفة الكانطية
"نقد الفلسفة الكانطية" (بالألمانية: Kritik der Kantischen Philosophie) هو نقدٌ ألحقه أرتور شوبنهاور بالمجلد الأول من كتابه "العالم إرادة وفكرة" (1818). أراد شوبنهاور أن يُظهر أخطاء إيمانويل كانط لتقدير مزاياه وتعزيز إنجازاته.
في وقت كتابة نقده، لم يكن شوبنهاور مُلِمًّا إلا بالطبعة الثانية (1787) من كتاب كانط "نقد العقل الخالص". وعندما قرأ لاحقًا الطبعة الأولى (1781)، قال إن العديد من تناقضات كانط لم تكن واضحة.